# Боннский договор (921)
Боннский договор — заключённый 7 ноября 921 года около Бонна королями Карлом III Простоватым и Генрихом I Птицеловым договор о дружбе и добрососедстве; соглашение подтверждало прекращение военного конфликта между Западно-Франкским государством и Германским королевством и отсутствие взаимных территориальных претензий у их правителей.

## Исторические источники
Боннский договор упоминается в нескольких средневековых исторических источниках, основной из которых — «Анналы» Флодоарда.

## Предыстория
В сентябре 911 года скончался король восточных франков Людовик IV Дитя из династии Каролингов, правитель слабый и малокомпетентный. По обычаю его семьи новым правителем восточной части бывшей Франкской империи должен был стать его ближайший родственник, правивший западными франками Карл III Простоватый. Однако племенные герцоги (Баварии, Саксонии, Тюрингии и Франконии) избрали новым монархом человека из своего круга: Конрада I Франконского. Вероятно, что такой выбор ими был сделан из-за нежелания делиться своими полномочиями с иностранным государем и его приближёнными и сомнений в способностях Карла Простоватого положить конец разорительным для восточных франков вторжениям венгров.
Из восточно-франкских владетелей только герцог Лотарингии Ренье I признал Карла III Простоватого своим сюзереном. Таким образом, эти земли стали частью Западно-Франкского государства. Хотя Конрад I Франконский не признал отторжения Лотарингии от его королевства, с тех пор известного как Германия, из-за продолжавшихся всё его правление конфликтов с другими герцогами, он так и не смог что-либо сделать для её возвращения.
После смерти короля Конрада в 919 году новым правителем Германии был избран Генрих I Птицелов. В самом начале своего правления он попытался вернуть власть над Лотарингией, поддержав сепаратистские настроения её знати, возглавляемой сыном герцога Ренье I Гизельбертом. Однако мятеж лотарингцев был подавлен. В ответ правитель западных франков совершил поход в германский Эльзас, дошёл до Вормса, но так и не вступив в сражение возвратился на родину.

## Договор
Летом 921 года Карл III Простоватый и Генрих I Птицелов вступили в переговоры через послов, а затем заключили перемирие до дня святого Мартина (11 ноября). Предполагается, что начиная переговоры оба короля главной целью ставили добиться друг от друга клятвенного подтверждения соблюдать нейтралитет, который Карлу был необходим для борьбы с мятежными вассалами, а Генриху — для организации обороны от венгров.
Согласно ранее достигнутому соглашению, 4 ноября Карл III Простоватый и Генрих I Птицелов прибыли на переговоры в окрестности Бонна: их лагеря располагались на противоположных берегах Рейна. Личная встреча королей состоялась 7 ноября посередине реки, куда они прибыли на судах в сопровождении всего лишь нескольких приближённых. Рейн в то время был пограничной рекой между владениями двух монархов и такие встречи были традиционными в дипломатии как раннего Средневековья, так и более поздних эпох. Тогда же королями был подписан и письменный документ, получивший у современных историков название Боннский договор.
В документе подчёркивалось равноправие Карла III Простоватого и Генриха I Птицелова. В нём, согласно каролингским традициям, первый из монархов титуловался «королём западных франков» (лат. rex Francorum occidentalium), а второй — «королём восточных франков» (лат. rex Francorum orientalium). Оба монарха назывались друзьями, а само их соглашение — договором о дружбе (лат. unanimitatis pactum et societatis amicitia). В документе короли признавали друг друга законными правителями, а также подтверждали незыблемость сложившихся на тот момент границ между их владениями. В том числе, Лотарингия называлась подвластной Карлу Простоватому, а река Рейн — границей между Западно-Франкским государством и Германией. Какие-либо обязательства монархов о военной помощи друг другу в Боннском договоре отсутствуют, хотя, возможно, такие обещания были даны монархами устно. Кроме королей, документ подписали наиболее влиятельные светские и церковные персоны двух государств. Первыми стоят подписи представителей Западно-Франкского государства, вероятно, или из-за того, что Карл III Простоватый к тому времени дольше находился на престоле, или из-за уважения Генриха I Птицелова к каролингскому происхождению его визави.

## Последствия
Установленный Боннским договором мир между Западно-Франским королевством и Германией не продлился долго. Когда в 922 году против Карла III Простоватого выступил Роберт Парижский, Генрих I Птицелов весной следующего года заключил с тем договор о дружбе. В ответ король западных франков направил посольство к германскому королю. То передало Генриху Птицелову в дар от Карла Простоватого реликвии святого Дионисия: богато украшенную десницу святого Дионисия Ареопагита. По свидетельству Видукинда Корвейского, это было сделано «как залог вечного мира и взаимной любви». Вероятно, послы также просили властителя Германии отказаться от союза с врагом их сюзерена, но король Генрих проигнорировал эту просьбу. Более того, уже в 925 году при ставшем герцогом Гизельберте Лотарингия снова воссоединилась с Германией.

## Значение Боннского договора
Боннский договор, положивший конец десятилетнему конфликту между правителями восточных и западных — важное событие в истории Западной Европы. Считается, что договор — это первое германо-французское соглашение, ставшее юридическим оформлением окончания процесса разделения Франкской империи на две части: восточную (современная Германия) и западную (современная Франция).

## Издания Боннского договора
Боннский договор издавался несколько раз. Его первая публикация была осуществлена в начале XVII века Герибертом Росвейде. Лучшее и наиболее полное издание содержится в Monumenta Germaniae Historica. В качестве примера одного из латиноязычных дипломатических документов Средневековья текст Боннского договора приведён в труде А. В. Подосинова «Lingua latina. Введение в латинский язык и античную культуру».